# Best Laid Plans
Best Laid Plans ist ein US-amerikanischer Spielfilm aus dem Jahr 1999. Der Regisseur war Mike Barker, das Drehbuch schrieb Ted Griffin. Die Hauptrollen spielten Alessandro Nivola, Reese Witherspoon und Josh Brolin.

## Handlung
Bryce ruft seinen Freund Nick mitten in der Nacht an. Er erzählt, dass die Frau, die er am Vortag in einer Bar kennenlernte, ihn wegen Vergewaltigung anzeigen will. Er hat sie gefesselt und geknebelt, um sie am Hinausgehen zu hindern. Nach den Ausweisen in ihrer Handtasche entpuppt sie sich als eine Minderjährige.
In einer Rückblende wird erzählt, wie Nick diese Frau – Lissa – vier Monate zuvor kennenlernte. Seine Freunde und er stahlen dem Gangster Bad Ass Dude Drogen; einer der Freunde flüchtete, der andere wurde vom Drogenboss geschnappt, gefoltert und getötet. Nick soll in wenigen Tagen für den Gangster 15.000 US-Dollar beschaffen. Er will eine seltene Banknote stehlen, die sich im Haus befindet, in dem Bryce wohnt. Damit dieser den Diebstahl nicht meldet, soll er mit der Vergewaltigung einer Minderjährigen erpresst werden.
Nick überredet Bryce, Lissa zu töten – er täuscht den Mord aber nur vor. Das Auto mit Lissa im Kofferraum wird von Bad Ass Dude gestohlen, der für Lissa zusätzliche 10.000 US-Dollar verlangt. Nick entdeckt, dass dieser kein echter Gangster ist, sondern ein Student, der sich mit dem angeblich getöteten Freund verschwor. Da Bryce zur Polizei gehen will, offenbart Nick ihm alles und gibt die Banknote zurück.
Die Deutsche Film- und Medienbewertung FBW in Wiesbaden verlieh dem Film das Prädikat besonders wertvoll.